# Список найрезультативніших підводних човнів Німеччини
Список найрезультативніших підводних човнів Німеччини — містить перелік підводних човнів, які в роки Першої та Другої світових воєн затопили найбільшу кількість ворожих та нейтральних кораблів і суден за показником сумарної водотоннажності в порядку зростання. Зазначені у списку цифри водотоннажності (й кількість затоплених суден) серед дослідників-істориків досі є спірним критерієм.

## Перша світова війна
| #  | Фото | ПЧ    | Тип         | Спущений         | Командири ПЧ                                                                        | Кількість потоплених суден (кораблів) | Сумарна водотоннажність | Кількість походів | Подальша доля                                                                                             |
| -- | ---- | ----- | ----------- | ---------------- | ----------------------------------------------------------------------------------- | ------------------------------------- | ----------------------- | ----------------- | --- |
| 1  |      | U-35  | типу 31     | 3 листопада 1914 | Вальдемар Копгамель Лотар фон Арно де ла Пер'єр Ернст фон Фогт Гейно фон Геймбург   | 226                                   | 538 498                 | 17                | 26 листопада 1918 року капітулював                                                                        |
| 2  |      | U-39  | типу 31     | 13 січня 1915    | Ганс Кратщ Вальтер Форстман Генріх Метцгер                                          | 154                                   | 406 325                 | 19                | 22 березня 1919 року капітулював                                                                          |
| 3  |      | U-38  | типу 31     | 15 грудня 1914   | Макс Валентінер Вільгельм Канаріс Ганс-Генріх Вюрмбах Клеменс Віккель               | 139                                   | 293 133                 | 17                | 23 лютого 1919 року капітулював                                                                           |
| 4  |      | U-34  | типу 31     | 5 жовтня 1914    | Клаус Рюккер Йоганнес Класінг Вільгельм Канаріс                                     | 119                                   | 257 652                 | 17                | з 9 листопада 1918 року вважається зниклим безвісти                                                       |
| 5  |      | U-53  | типу 51     | 17 березня 1915  | Ганс Роуз Отто фон Шрадер                                                           | 88                                    | 225 364                 | 13                | 1 грудня 1918 року капітулював                                                                            |
| 6  |      | U-63  | типу 63     | 30 квітня 1915   | Отто Шульце Генріх Метцгер Курт Гартвіг                                             | 73                                    | 203 418                 | 12                | 16 січня 1919 року капітулював                                                                            |
| 7  |      | U-33  | типу 31     | 7 листопада 1912 | Конрад Ганссер Густав Зіесс                                                         | 84                                    | 194 131                 | 16                | 16 січня 1919 року капітулював                                                                            |
| 8  |      | U-64  | типу 63     | 19 травня 1915   | Роберт Морат                                                                        | 46                                    | 147 869                 | 10                | 17 червня 1918 року затонув у Середземному морі внаслідок вогневого бою з британським шлюпом «Ліхніс»     |
| 9  |      | U-20  | типу 19     | 7 листопада 1911 | Отто Дрошер Вальтер Швігер                                                          | 37                                    | 145 830                 | 7                 | 4 листопада 1916 року сів на мілину поблизу данського узбережжя та був підірваний екіпажем наступного дня |
| 10 |      | UC-17 | типу UC II  | 29 лютого 1916   | Ральф Веннінгер Вернер Фюрбрінгер Ульріх Пільцеккер Еріх Штефан Ніколаус фон Лінкер | 96                                    | 144 423                 | 21                | 26 листопада 1918 року капітулював                                                                        |
| 11 |      | U-46  | типу 43     | 18 травня 1915   | Лео Гіллебранд Альфред Заальвехтер                                                  | 52                                    | 140 314                 | 11                | 26 листопада 1918 року капітулював японцям                                                                |
| 12 |      | U-70  | типу 66     | 11 лютого 1914   | Отто Вюнше Йоахім Борн                                                              | 54                                    | 139 064                 | 12                | 20 листопада 1918 року капітулював                                                                        |
| 13 |      | UB-40 | типу UB II  | 25 квітня 1916   | Карл Нейман Ганс Говальдт Карл Добберштайн Ганс-Йоахім Емсман                       | 99                                    | 134 067                 | 28                | 5 жовтня 1918 року затоплений екіпажем в Остенде під час евакуації з Бельгії                              |
| 14 |      | UC-21 | типу UC II  | 1 квітня 1916    | Рейнгольд Зальцведель Вернер фон Цербоні ді Спосетті                                | 98                                    | 134 063                 | 11                | з 16 вересня 1917 року вважається зниклим безвісти в Біскайській затоці                                   |
| 15 |      | U-55  | типу 51     | 28 грудня 1914   | Вільгельм Вернер Александер Вайс Ганс Фрідріх                                       | 64                                    | 133 742                 | 14                | 26 листопада 1918 року капітулював японцям                                                                |
| 16 |      | U-62  | типу 57     | 22 червня 1915   | Ернст Гашаген Отто Вібальк                                                          | 48                                    | 132 811                 | 9                 | 22 листопада 1918 року капітулював                                                                        |
| 17 |      | UB-18 | типу UB II  | 21 серпня 1915   | Франц Вагер Отто Штайнбрінк Клаус Лафренц Ульріх Меєр Георг Німейєр                 | 128                                   | 131 566                 | 31                | 9 грудня 1917 року протаранений та потоплений траулером «Бен Лауер» у Ла-Манші                            |
| 18 |      | UB-57 | типу UB III | 13 вересня 1916  | Отто Штайнбрінк Йоганнес Логс                                                       | 47                                    | 129 173                 | 11                | 14 серпня 1918 року підірвався на міні поблизу фландрського узбережжя                                     |
| 19 |      | UC-65 | типу UC II  | 8 липня 1916     | Отто Штайнбрінк Макс Вібег Клаус Лафренц                                            | 106                                   | 127 218                 | 11                | 3 листопада 1917 року торпедований британським підводним човном C15 у Ла-Манші                            |
| 20 |      | U-24  | типу 23     | 5 лютого 1912    | Рудольф Шнейдер Вальтер Ремі Отто фон Шуберт                                        | 35                                    | 121 122                 | 7                 | 22 листопада 1918 року капітулював                                                                        |

## Друга світова війна
| #  | Фото | ПЧ    | Тип       | Спущений          | Командири ПЧ | Кількість потоплених суден (кораблів) | Сумарна водотоннажність | Кількість походів | Подальша доля |
| -- | ---- | ----- | --------- | ----------------- | --- | ------------------------------------- | ----------------------- | ----------------- | --- |
| 1  |      | U-48  | типу VII  | 8 березня 1939    | Герберт Шульце Ганс-Рудольф Резінг Генріх Бляйхродт Герберт Шульце Зігфрід Ацінгер Дітер Тоденгаген                                                                          | 51                                    | 306 874                 | 13                | 3 травня 1945 року затоплений поблизу Нойштадта |
| 2  |      | U-103 | типу IX-B | 6 вересня 1939    | Віктор Шютце Вернер Вінтер Густав-Адольф Янссен Гайнц Мурль Ганс-Норберт Шунк                                                                                                | 45                                    | 237 596                 | 12                | 3 травня 1945 року затоплений у порту Кіля |
| 3  |      | U-124 | типу IX-B | 11 серпня 1939    | Георг-Вільгельм Шульц Йоганн Мор | 46                                    | 219 862                 | 11                | 2 квітня 1943 року затоплений західніше Порту, Португалія, глибинними бомбами британських корвета «Стоункроп» та шлюпа «Блек Свон» |
| 4  |      | U-123 | типу IX-B | 15 квітня 1939    | Карл-Гайнц Меле Райнгард Гардеген Горст фон Шретер | 42                                    | 218 813                 | 12                | 17 червня 1944 року виведений зі складу флоту; затоплений 19 серпня 1944 року у Лор'яні. У травні 1945 року піднятий США та переданий французькому флоту, де проходив службу під назвою Blaison (Q165) до літа 1959 року.                                                                              |
| 5  |      | U-107 | типу IX-B | 6 грудня 1939     | Гюнтер Гесслер Гаральд Гельгаус Фолькер Зіммермахер Карл-Гайнц Фріц | 37                                    | 207 375                 | 13                | 18 серпня 1944 року затоплений у Біскайській затоці південно-західніше Сен-Назера глибинними бомбами з британського протичовнового/патрульного літака «Сандерленд» |
| 6  |      | U-37  | типу IX-A | 15 березня 1937   | Генріх Шух Вернер Гартманн Віктор Ерн Ніколай Клаузен Ульріх Фолькерс Густав-Адольф Янссен Альберт Лауцеміс Гінріх Келлінг Петер Герлах Вольфганг Зайлер Ебергард фон Венден | 53                                    | 200 063                 | 11                | 8 травня 1945 року затоплений у данському порту Сеннерборг |
| 7  |      | U-66  | типу IX-C | 10 жовтня 1940    | Роберт-Ріхард Цапп Фрідріх Маркворт Пауль Фреркс Гергард Зегаузен | 33                                    | 200 021                 | 10                | 6 травня 1944 року затоплений західніше островів Кабо-Верде глибинними бомбами та гарматним вогнем літаків «Евенджера» та «Вайлдкета» з ескортного авіаносця ВМС США «Блок Айленд» та тараном американського ескортного міноносця «Баклі». 24 члени екіпажу загинули, 36 врятовані.                    |
| 8  |      | U-99  | типу VIIB | 12 березня 1940   | Отто Кречмер | 35                                    | 198 218                 | 8                 | 17 березня 1941 року затоплений екіпажем поблизу Ісландії в результаті атаки глибинними бомбами британських есмінців «Волкер» і «Венок». 3 члени екіпажу загинули, 40 врятовані. |
| 9  |      | U-68  | типу IX-C | 20 квітня 1940    | Карл-Фрідріх Мертен Альберт Лауцеміс Еккегард Шерраус Пауль Фреркс Гергард Зегаузен                                                                                          | 32                                    | 197 453                 | 10                | 10 квітня 1944 року потоплений північно-західніше Мадейри глибинними бомбами та ракетами 2 літаків «Евенджер» та 1 «Вайлдкета» з ескортного авіаносця ВМС США «Гуадалканал». 56 членів екіпажу загинули, 1 врятований.                                                                                 |
| 10 |      | U-38  | типу IX-A | 15 квітня 1937    | Генріх Лібе Генріх Шух Людо Крегелін Гельмут Лауберт Пауль Зандер Госке фон Меллендорфф Герберт Кюн Георг Петерс                                                             | 35                                    | 188 967                 | 11                | 5 травня 1945 року затоплений у порту Везермюнде |
| 11 |      | U-96  | типу VIIC | 1 серпня 1940     | Генріх Леманн-Вілленброк Ганс-Юрген Гелльрігель Вільгельм Петерс Горст Вілльнер Роберт Рікс                                                                                  | 27                                    | 181 206                 | 11                | 30 березня 1945 року затоплений у порту Вільгельмсгафена внаслідок нальоту американських бомбардувальників 8-ї повітряної армії |
| 12 |      | U-552 | типу VIIC | 14 вересня 1940   | Еріх Топп Клаус Попп Гюнтер Любе | 30                                    | 163 756                 | 15                | 2 травня 1945 року затоплений у порту Вільгельмсгафена |
| 13 |      | U-47  | типу VIIB | 27 лютого 1937    | Гюнтер Прін | 30                                    | 162 769                 | 10                | 7 березня 1941 зник у Північній Атлантиці південніше Ісландії |
| 14 |      | U-160 | типу VIIC | 21 листопада 1940 | Георг Лассен Герд фон Поммер-Еще | 26                                    | 156 082                 | 5                 | 14 липня 1943 року потоплений у Північній Атлантиці південніше Азорських островів у результаті торпедної атаки літаків «Евенджер» і «Вайлдкет» з авіаносця «Санті» |
| 15 |      | U-172 | типу IXC  | 11 грудня 1940    | Карл Еммерманн Герман Гоффманн | 26                                    | 152 080                 | 6                 | 13 грудня 1943 року потоплений у Центральній Атлантиці західніше Канарських островів глибинними бомбами та торпедами «Евенджера» та «Вайлдкета» з ескортного авіаносця ВМС США «Боуг» та глибинними бомбами американських ескадрених міноносців «Джордж Баджер», «Клемсон», «Осмонд Інгрем» та «Дюпон» |
| 16 |      | U-129 | типу IXC  | 30 липня 1940     | Ніколай Клаузен Ганс-Людвіг Вітт Ріхард фон Гарпе | 29                                    | 143 748                 | 11                | У серпні 1944 року виведений зі складу флоту та 18 серпня затоплений |
| 17 |      | U-94  | типу VIIC | 9 вересня 1939    | Герберт Куппіш Отто Ітес | 26                                    | 141 852                 | 10                | 28 серпня 1942 року затоплений у Карибському морі східніше Ямайки глибинними бомбами літака-амфібії «Каталіна» та протаранений канадським корветом «Оуквілл» |
| 18 |      | U-515 | типу IXC  | 9 вересня 1939    | Вернер Генке | 22                                    | 140 196                 | 7                 | 9 квітня 1944 року потоплений у Північній Атлантиці північно-західніше Мадейри глибинними бомбами американських ескортних міноносців «Поуп», «Піллсбері», «Шателейн» і «Фрагерті» і добитий ракетами двох «Евенджерів» та двох «Вайлдкетів» з ескортного авіаносця «Гуадалканал».                      |
| 19 |      | U-181 | типу IXD2 | 15 березня 1941   | Вольфганг Лют Курт Фрейвальд | 27                                    | 138 779                 | 4                 | 5 травня 1945 року переданий Японії в Сінгапурі, 15 липня 1945 року увійшов до складу Японських ВМС під назвою I-501 |
| 20 |      | U-106 | типу IXB  | 26 листопада 1939 | Юрген Естен Герман Раш Вольф-Дітріх Дамеров | 22                                    | 138 581                 | 10                | 2 серпня 1943 року затоплений північно-західніше мису Ортегаль глибинними бомбами з британського та австралійського протичовнових/патрульних літаків «Сандерленд» |